# كارمين روميرو
كارمين روميرو هي لاعبة دفع الجلة كوبية، ولدت في 6 أكتوبر 1950 في سانتياغو دي كوبا في كوبا.

## وصلات خارجية
- كارمين روميرو على موقع الاتحاد الدولي لألعاب القوى (الإنجليزية)
- كارمين روميرو على موقع اللجنة الأولمبية الدولية (الإنجليزية)
- كارمين روميرو على موقع أوليمبيديا (الإنجليزية)